# The Andrews Sisters
The Andrews Sisters var en musikgrupp inom jazz och swinggenren åren 1925–1967, bestående av systrarna LaVerne (LaVerne Sophia, född 6 juli 1911, död 8 maj 1967), Maxene (Maxine Angelyn, född 3 januari 1916, död 21 oktober 1995) och Patty (Patricia Marie, född 16 februari 1918 i Minnesota, död 30 januari 2013 i Northridge, Kalifornien) Andrews. De föddes i Minnesota. Deras pappa var från Grekland och mamman var norsk-amerikan.
Deras stora genombrott kom i slutet av 1930-talet med låten "Bei Mir Bist Du Schön". Denna miljonsäljare följdes av en rad hits, till exempel "Rum and Coca Cola" (1944) och "Shoo Shoo Baby". Sammanlagt beräknas de ha sålt 75–100 miljoner skivor. De hade 113 Billboard-hits, varav 46 topp 10. Systrarna medverkade också i ett flertal filmer, bland annat Två glada sjömän i Rio (1947).
Under andra världskriget uppträdde de ofta för amerikanska trupper utomlands och hjälpte till i Hollywood Canteen.
Trion upplöstes 1953 när Patty ville satsa på en solokarriär. När de andra systrarna fick reda på detta genom skvallerpressen istället för från Patty, resulterade det i två års bitter splittring, vilken förvärrades av att Patty stämde LaVerne för att få en större del av föräldrarnas kvarlåtenskap. Maxene och LaVerne fortsatte uppträda tillsammans men deras turné fick avslutas när Maxene togs in på sjukhus efter att ha överdoserat sömntabletter. Gruppen återförenades 1956 och fick ett kontrakt med Capitol Records. LaVerne dog i cancer 1967 och under en period ersattes hon av Joyce De Young, men detta samarbete blev kortvarigt.
Maxene och Patty gjorde comeback i Broadwaymusikalen Over Here! 1974. Denna var en stor succé, men en ny fejd uppstod då Patty åter stämde producenterna. Patty och Maxene splittrades och hade inte kontakt annat än när de 1987 fick en stjärna på Walk of Fame.
Maxene dog av en hjärtattack 1995. Patty bodde i Northridge, Kalifornien tillsammans med sin man Wally och höll en låg profil och gav sällan intervjuer. Patty avled den 30 januari 2013.

## Filmografi i urval
- Argentine Nights (1940)
- Buck Privates (1941)
- In the Navy (1941)
- Hold That Ghost (1941)
- What's Cookin'? (1942)
- Private Buckaroo (1942)
- Give Out, Sisters (1942)
- How's About It (1943)
- Always a Bridesmaid (1943)
- Swingtime Johnny (1943)
- Moonlight and Cactus (1944)
- Follow the Boys (1944)
- Hollywood Canteen (1944)
- Her Lucky Night (1945)
- Make Mine Music (1946)
- Två glada sjömän i Rio (1947)
- Melody Time (1948)
- Brother, Can You Spare a Dime? (1975)

### Fotnoter
1. ↑  ”Den sista av Andrews Sisters död” (på svenska). Svenska Dagbladet. 31 januari 2013. https://www.svd.se/den-sista-av-andrews-sisters-dod-6VRM. Läst 15 juli 2019.